# Comuna Voicești, Vâlcea
Voicești este o comună în județul Vâlcea, Oltenia, România, formată din satele Tighina, Voiceștii din Vale și Voicești (reședința).

## Demografie
Componența etnică a comunei Voicești
     Români (94,42%)
     Alte etnii (0,14%)
     Necunoscută (5,44%)
Componența confesională a comunei Voicești
     Ortodocși (93,79%)
     Alte religii (0,42%)
     Necunoscută (5,79%)
Conform recensământului efectuat în 2021, populația comunei Voicești se ridică la 1.416 locuitori, în scădere față de recensământul anterior din 2011, când fuseseră înregistrați 1.612 locuitori. Majoritatea locuitorilor sunt români (94,42%), iar pentru 5,44% nu se cunoaște apartenența etnică. Din punct de vedere confesional, majoritatea locuitorilor sunt ortodocși (93,79%), iar pentru 5,79% nu se cunoaște apartenența confesională.

## Politică și administrație
Comuna Voicești este administrată de un primar și un consiliu local compus din 11 consilieri. Primarul, Florian Vătafu[*], de la Partidul Social Democrat, este în funcție din 1 noiembrie 2024. Începând cu alegerile locale din 2024, consiliul local are următoarea componență pe partide politice:
|  | Partid                          | Consilieri | Componența Consiliului | Componența Consiliului | Componența Consiliului | Componența Consiliului | Componența Consiliului | Componența Consiliului | Componența Consiliului |
|  | ------------------------------- | ---------- | ---------------------- | ---------------------- | ---------------------- | ---------------------- | ---------------------- | ---------------------- | ---------------------- |
|  | Partidul Social Democrat        | 7          |                        |                        |                        |                        |                        |                        |                        |
|  | Partidul Național Liberal       | 3          |                        |                        |                        |                        |                        |                        |                        |
|  | Alianța pentru Unirea Românilor | 1          |                        |                        |                        |                        |                        |                        |                        |